# Crisis (gruppo musicale britannico)
I Crisis sono stati un gruppo musicale punk rock britannico formato nel 1977 in Inghilterra. La rivista di musica britannica Sounds ha usato la frase "Music To March To" per descrivere la loro tagliente, controversa e di estrema sinistra forma di punk rock.

## Storia
Nei primi mesi del 1979, il gruppo subisce una importante trasformazione con la sostituzione del cantante originale Phrazer e del batterista Insect Robin The Cleaner, rimpiazzati da Dexter (un fan di lunga data e roadie) e Luke Rendall.
I Crisis si sono esibiti durante le manifestazioni per Rock Against Racism (RAR) e Anti-Nazi League (ANL), oltre che alla marcia per il diritto al lavoro.
Dopo aver eseguito il loro ultimo concerto dal vivo, assieme a Magazine e Bauhaus, nella città di Guildford nel Surrey, il 10 maggio 1980, il gruppo decide di sciogliersi.
Nel 2005 la discografia  dei Crisis è stata ristampata in un unico CD intitolato Holocaust Hymns, pubblicato dalla Apop Records. Nel 2008 è stato pubblicato un CD contenente la registrazione del loro ultimo spettacolo del 1980 intitolato Ends!.

## Derivazioni
Douglas Pearce, Tony Wakeford e Patrick Leagas continueranno la loro carriera formando nel 1981 i Death In June, da cui si distaccheranno successivamente Wakeford, che andrà a formare i Sol Invictus, e Leages, che formerà i Sixth Comm. Il batterista Luke Rendall entrerà a far parte della formazione dei Theatre of Hate, mentre il chitarrista Lester Jones formerà i Carcrash International.

## Discografia

### Album di studio
- 1980 - Hymns of Faith (mini LP)

### Album dal vivo
- 2008 - Ends! (CD)

### Raccolte
- 1997 - We Are All Jews and Germans (CD)
- 2005 - Holocaust Hymns (CD)

### Singoli ed EP
- 1979 - No Town Hall (7")
- 1979 - UK 79/White Youth
- 1981 - Alienation
- Holocaust U.K. (12") raccolta dei primi due singoli